# Ана Кантакузин Косача
Ана Косача (рођена Кантакузин; Србија, прва половина 15. вијека — ?, крај 15. вијека) је била жена Владислава Херцеговића.

## Биографија
Кира Ана била је ћерка Георгија Кантакузина, брата Јерине (Ирине), жене деспота Ђурђа Бранковића. Георгије Кантакузин дуже је боравио у Србији, гдје је Ана рођена и одрасла. За Владислава, сина херцега Стефана Косаче, вјерена је 1453. Три године касније вјереници су склопили брак, који је утврдио мир између деспота Ђурђа и херцега Стефана. Због размирица у кући Косача, кира Ана са сином Петром Балшом склонила се на територију Дубровачке општине. На острву Шипану живјела је у доба турских напада. Владислав Херцеговић се 1468. са породицом преселио у Угарску. Краљ Матија Корвин дао им је посјед у Славонији.